# Підсніжник Воронова
Підсніжник Воронова (лат. Galanthus woronowii) — вид рослин з роду Підсніжник (Galanthus) родини амарилісових (Amaryllidaceae).
Вид названий на честь російського ботаніка, знавця флори Кавказу Ю. М. Воронова (1874—1931).
Невелика багаторічна цибулинна рослина.
Цибулина овальна, довжиною 2-3 см і діаметром 2-2,5 см, з жовтуватими зовнішніми лусками.
Листя з'являються одночасно з квітками. З віком листя сильно відхиляються від пагона, навіть злегка закручуються, що є характерною рисою для даного виду.

Стебло 7-15 см заввишки, злегка перевищує листя, слабо ребристе, несе одну білу пониклу квітку; крило 2,5-4,5 см завдовжки, з зеленими колами; квітконіжка 2-3 см довжиною.
Пролісок Воронова — ендемік Кавказу. Ареал охоплює східне узбережжя Чорного моря, в тому числі і в Туреччині. У північній частині узбережжя зустрічається в місцях, розташованих на рівні моря, не віддаляючись далеко від берега. З просуванням на південь його можна зустріти в горах на відстані 40 км від берега.